# Provinz Aousserd

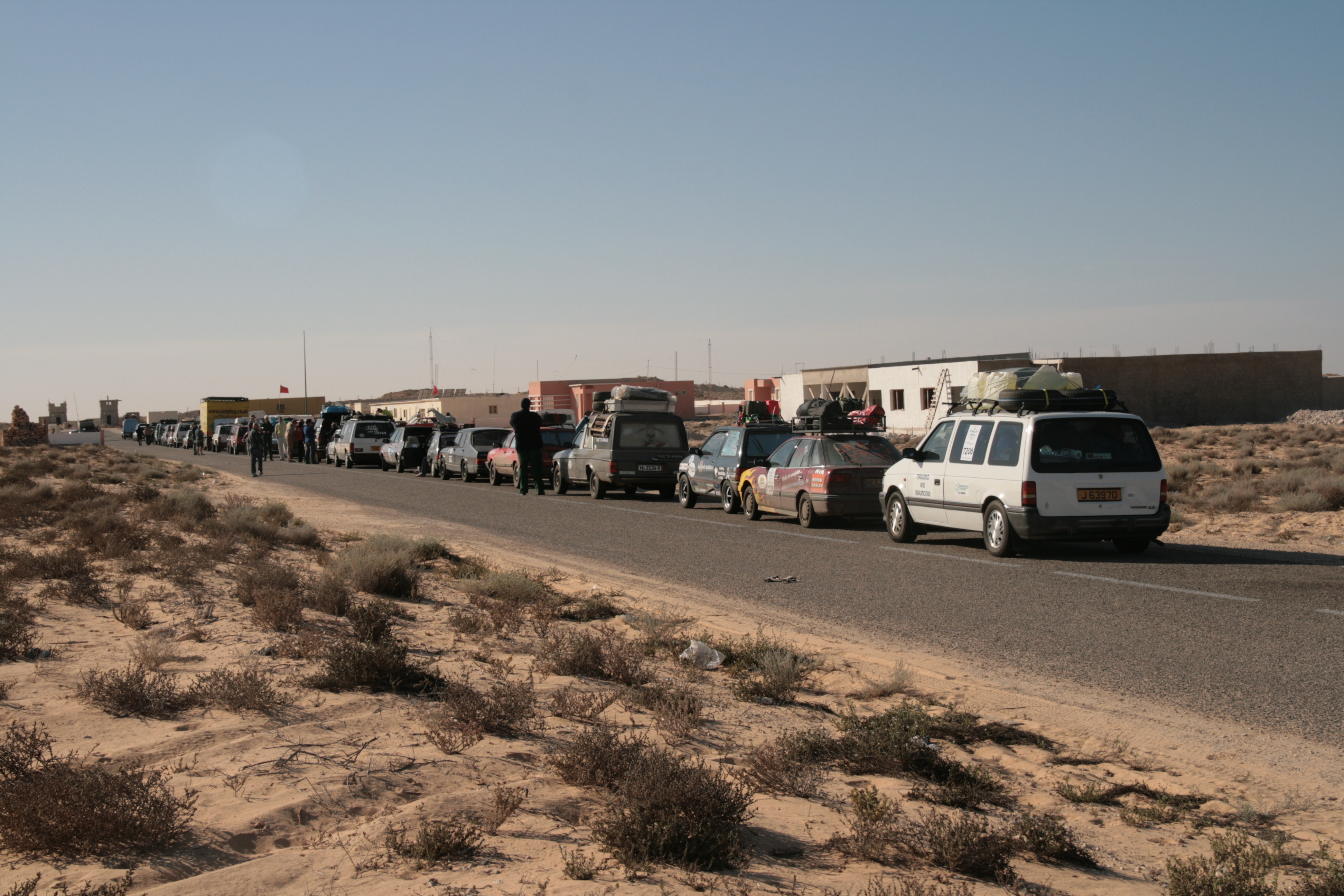
Der Grenzübergang Guerguerat zu Mauretanien

Die Provinz Aousserd (arabisch إقليم أوسرد) ist eine Verwaltungseinheit in der von Marokko  besetzten und annektierten Westsahara. Sie zählt 20.513 Einwohner und gehört seit 2015 zur Region Dakhla-Oued Ed-Dahab (davor zu Oued ed Dahab-Lagouira). Die Hauptstadt ist Bir Gandouz.

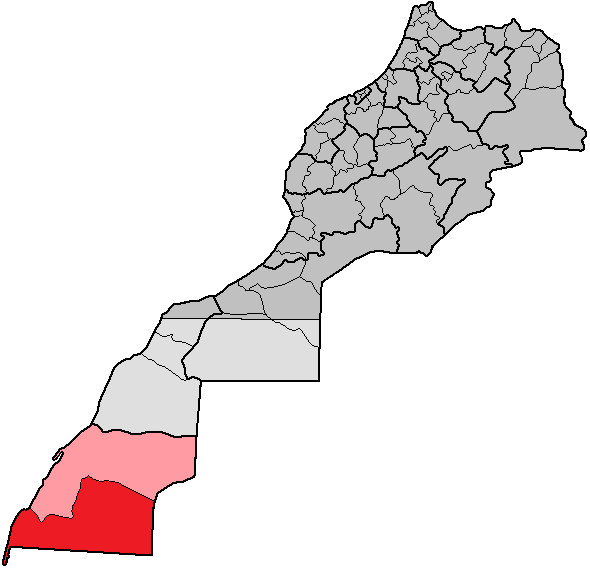
Lage

## Verwaltung
Die Provinz Aousserd besteht aus sechs Gemeinden, darunter eine städtische Gemeinde: La Gouira.
Die restlichen fünf ländlichen Gemeinden sind auf fünf caïdats und zwei Kreise unterteilt:
Kreis Bir Gandouz:
- Bir Gandouz

Kreis Aousserd:
- Aousserd
- Aghouinite
- Zug
- Tichla

## Geographie
Die Provinz befindet sich in der Wüste des subtropischen Hochdruckgürtel. Die Fahrt durch die Gegend erinnert teils auch an eine normale Steppe.